# Mickiewicz (krater)
Mickiewicz är en nedslagskrater på planeten Merkurius, med en diameter på ungefär 103 kilometer.
1976 uppkallade den efter författaren Adam Mickiewicz.